# Seznam chráněných území v okrese Brno-venkov
Toto je seznam chráněných území v okrese Brno-venkov aktuální k roku 2024, ve kterém jsou uvedena chráněná území v okrese Brno-venkov.
V první sekci jsou uvedena zvláště chráněná území (velkoplošná i maloplošná), ve druhé kapitole přírodní parky, ve třetí části chráněná území soustavy Natura 2000, v páté sekci zrušená chráněná území.

## Zvláště chráněná území
| Kód  | Obrázek                                                                             | Typ  | Název                      | Rozloha (ha) | Galerie Commons                                                             | Popis území | Souřadnice                       |
| ---- | ----------------------------------------------------------------------------------- | ---- | -------------------------- | ------------ | --------------------------------------------------------------------------- | --- | -------------------------------- |
| 884  | Andělka a Čertovka                                                                  | PP   | Andělka a Čertovka         | 3,62         | Kategorie „Andělka a Čertovka“ na Wikimedia Commons                         | Ostrůvek teplomilné květeny. PP se územně částečně překrývá s EVL Šlapanické slepence. | 49°10′26″ s. š., 16°43′16″ v. d. |
| 189  | Babí lom                                                                            | PR   | Babí lom                   | 24,91        | Kategorie „Babí lom“ na Wikimedia Commons                                   | Skalnatý hřeben budovaný červenými devonskými slepenci. | 49°18′47″ s. š., 16°34′37″ v. d. |
| 1452 | Betlém                                                                              | PP   | Betlém                     | 10,93        | Kategorie „Betlém (natural monument)“ na Wikimedia Commons                  | Bažina s bohatým výskytem obojživelníků. PP se územně částečně překrývá s EVL Mušovský luh. | 48°54′23″ s. š., 16°35′18″ v. d. |
| 5824 | PP a EVL Bezourek                                                                   | PP   | Bezourek                   | 2,09         | Kategorie „Bezourek“ na Wikimedia Commons                                   | Poslední zachovalé zbytky kvalitních subpanonských stepních trávníků s řadou zvláště chráněných a vzácných druhů rostlin a živočichů. PP je územně totožná s EVL Bezourek. | 49°5′30″ s. š., 16°33′ v. d.     |
| 898  | Biskoupská hadcová step                                                             | PP   | Biskoupská hadcová step    | 2,55         | Kategorie „Biskoupská hadcová step“ na Wikimedia Commons                    | Skalnatá stepní stráň se vzácným rostlinstvem. PP se územně částečně překrývá s EVL Údolí Jihlavy. | 49°5′40″ s. š., 16°16′59″ v. d.  |
| 888  | Biskoupský kopec                                                                    | PP   | Biskoupský kopec           | 8,31         | Kategorie „Biskoupský kopec“ na Wikimedia Commons                           | Lokalita koniklece velkokvětého. PP je územně totožná s EVL Biskoupský kopec. | 49°6′26″ s. š., 16°15′27″ v. d.  |
| 891  | PP Bouchal - jihovýchodní okraj                                                     | PP   | Bouchal                    | 1,81         | Kategorie „Bouchal“ na Wikimedia Commons                                    | Ostrůvek teplomilných společenstev. | 49°6′11″ s. š., 16°20′41″ v. d.  |
| 1438 | Březina                                                                             | PP   | Březina                    | 32,12        | Kategorie „Březina (natural monument)“ na Wikimedia Commons                 | Doubrava s množstvím teplomilných druhů rostlin. | 49°17′37″ s. š., 16°34′11″ v. d. |
| 585  | Březinka                                                                            | PR   | Březinka                   | 6,62         | Kategorie „Březinka (nature reserve)“ na Wikimedia Commons                  | Ochrana přírodě blízkého lesního porostu na škrapových polích vyšších poloh Moravského krasu. | 49°17′2″ s. š., 16°44′10″ v. d.  |
| 5826 | Budkovické slepence                                                                 | PP   | Budkovické slepence        | 12,41        | Kategorie „Budkovické slepence“ na Wikimedia Commons                        | Komplex stepní a skalní vegetace na slepencových svazích údolí Rokytné s výskytem řady významných druhů rostlin a živočichů včetně evropsky významných druhů – koniklece velkokvětého, hvozdíku moravského a tesaříka obrovského. PP se územně částečně překrývá s EVL Krumlovsko-rokytenské slepence. | 49°4′6″ s. š., 16°20′45″ v. d.   |
| 151  | Skála se vstupem do jeskyně                                                         | NPR  | Býčí skála                 | 181,58       | Kategorie „Býčí skála Cave“ na Wikimedia Commons                            | Druhově bohatá přírodní společenstva dubového, bukovo-dubového, dubovo-bukového a bukového vegetačního stupně. | 49°18′27″ s. š., 16°41′41″ v. d. |
| 632  | PR Coufavá                                                                          | PR   | Coufavá                    | 22,20        | Kategorie „Coufavá“ na Wikimedia Commons                                    | Zbytek smíšených lesních porostů. PP se územně částečně překrývá s EVL Údolí Svitavy. | 49°17′42″ s. š., 16°38′27″ v. d. |
| 5706 | PP Červené stráně                                                                   | PP   | Červené stráně             | 4,72         | Kategorie „Červené stráně“ na Wikimedia Commons                             | Populace kriticky ohroženého hvozdíku moravského a biotop této vzácné rostliny, reprezentovaný vegetací silikátových skal a drolin svazu Asplenion septentrionalis. PP je územně totožná s EVL Červené stráně. | 49°4′30″ s. š., 16°25′3″ v. d.   |
| 380  | Popis obrazku                                                                       | PR   | Čihadlo                    | 55,50        | Kategorie „Čihadlo (přírodní rezervace)“ na Wikimedia Commons               | Smíšený listnatý porost. | 49°17′42″ s. š., 16°43′26″ v. d. |
| 1464 | Dobrá studně                                                                        | PP   | Dobrá studně               | 12,90        | Kategorie „Dobrá studně“ na Wikimedia Commons                               | Bohatá lokalita vemeníku dvoulistého. PP je územně téměř totožná s EVL Dobrá studně. | 49°26′2″ s. š., 16°23′44″ v. d.  |
| 1626 | Dolní mušovský luh                                                                  | PP   | Dolní mušovský luh         | 71,93        | Kategorie „Dolní mušovský luh“ na Wikimedia Commons                         | Lužní porost na soutoku Jihlavy a Svratky s bohatou avifaunou. PP se územně částečně překrývá s EVL Mušovský luh. | 48°54′45″ s. š., 16°35′55″ v. d. |
| 591  | Dřínová                                                                             | PR   | Dřínová                    | 28,76        | Kategorie „Dřínová“ na Wikimedia Commons                                    | Smíšený listnatý porost s hojným výskytem dřínu. | 49°17′49″ s. š., 16°40′39″ v. d. |
| 103  | Hadecká planinka                                                                    | NPR  | Hádecká planinka           | 83,16        | Kategorie „Hádecká planinka“ na Wikimedia Commons                           | Druhově bohatý komplex přirozených doubrav a bukových doubrav na území krasové plošiny Hády. | 49°13′32″ s. š., 16°40′35″ v. d. |
| 5614 | PR Holé vrchy                                                                       | PR   | Holé vrchy                 | 11,82        | Kategorie „Holé vrchy“ na Wikimedia Commons                                 | Přírodě blízká lesní společenstva na podloží hornin brněnského masivu, převážně granodioritů, v území prostoupeném skalkami a balvanitými sutěmi, s bohatým křovinným podrostem a výskytem vzácných teplomilných a kalcifilních druhů rostlin v bylinném patře. | 49°17′11″ s. š., 16°34′18″ v. d. |
| 893  | Horka                                                                               | PP   | Horka                      | 1,94         | Kategorie „Horka (natural monument)“ na Wikimedia Commons                   | Ostrůvek teplomilné květeny. PP se územně částečně překrývá s EVL Šlapanické slepence. | 49°10′52″ s. š., 16°43′43″ v. d. |
| 1870 | Horní Židovka                                                                       | PP   | Horní Židovka              | 23,48        | Kategorie „Horní Židovka“ na Wikimedia Commons                              | Zbytek přirozené bučiny s javorem a dubem s bohatou květenou. | 49°26′41″ s. š., 16°25′13″ v. d. |
| 1471 | Skalní útvary na Hrádcích                                                           | PR   | Hrádky                     | 24,50        | Kategorie „Hrádky“ na Wikimedia Commons                                     | Rulová skaliska s porostem javorových bučin. PR se územně částečně překrývá s EVL Údolí Chlébského potoka. | 49°28′20″ s. š., 16°23′36″ v. d. |
| 1871 | Hrušín                                                                              | PP   | Hrušín                     | 12,55        | Kategorie „Hrušín“ na Wikimedia Commons                                     | Přirozené společenstvo lipových javořin s hojným výskytem sněženky, ukázka periglaciálního reliéfu. | 49°25′23″ s. š., 16°22′51″ v. d. |
| 696  | Hynčicovy skály                                                                     | PP   | Hynčicovy skály            | 0,13         | Kategorie „Hynčicovy skály“ na Wikimedia Commons                            | Lokalita teplomilné květeny. | 49°13′6″ s. š., 16°50′13″ v. d.  |
| 629  | Jelení skok (2014)                                                                  | PR   | Jelení skok                | 110,76       | Kategorie „Jelení skok (přírodní rezervace)“ na Wikimedia Commons           | Přirozené bukové a dubobukové porosty. PP se územně částečně překrývá s EVL Údolí Svitavy. | 49°18′46″ s. š., 16°38′21″ v. d. |
| 143  | Portál jeskyně                                                                      | NPP  | Jeskyně Pekárna            | 0,10         | Kategorie „Pekárna Cave“ na Wikimedia Commons                               | Krasová jeskyně s doklady starých kultur. | 49°14′28″ s. š., 16°44′51″ v. d. |
| 1465 | Pohled na Klášterce od západu                                                       | PP   | Klášterce                  | 22,34        | Kategorie „Klášterce“ na Wikimedia Commons                                  | Přirozený dubový porost s bohatým bylinným patrem. | 49°25′22″ s. š., 16°24′23″ v. d. |
| 593  | Kněžnice v roce 2014                                                                | PP   | Kněžnice                   | 7,62         | Kategorie „Kněžnice (natural monument)“ na Wikimedia Commons                | Přirozený smíšený porost na skalnatých vápencových stráních. PP se územně částečně překrývá s EVL Údolí Svitavy. | 49°15′39″ s. š., 16°40′12″ v. d. |
| 5707 | Knížecí les                                                                         | PP   | Knížecí les                | 11,38        | Kategorie „Knížecí les“ na Wikimedia Commons                                | Kuňka ohnivá a její biotop, který představují jednak uměle vytvořené tůně a doprovodné mokřady, jednak přilehlý segment lužního lesa. PP je územně totožná s EVL Knížecí les. | 48°59′59″ s. š., 16°38′19″ v. d. |
| 204  | Vrchol Květnice                                                                     | PP   | Květnice                   | 127,11       | Kategorie „Květnice (Boskovická brázda)“ na Wikimedia Commons               | Vápencový vrch s jeskyněmi, lesostepní a stepní společenstva. PP je územně téměř totožná s EVL Květnice. | 49°21′31″ s. š., 16°24′45″ v. d. |
| 1463 |                                                                                     | PP   | Luzichová                  | 23,38        | Kategorie „Luzichová“ na Wikimedia Commons                                  | Skalní a suťový porost, hnízdiště výra velkého. | 49°23′37″ s. š., 16°25′10″ v. d. |
| 6005 | Malhostovická pecka                                                                 | PP   | Malhostovické kopečky      | 2,63         | Kategorie „Malhostovické kopečky“ na Wikimedia Commons                      | Trávníky a křoviny na vápnitých podložích s bohatým výskytem vzácnějších druhů rostlin a živočichů, zejména koniklece velkokvětého. PP je územně totožná s EVL Malhostovické kopečky. | 49°19′33″ s. š., 16°29′42″ v. d. |
| 630  | Malužín (2014)                                                                      | PR   | Malužín                    | 55,49        | Kategorie „Malužín“ na Wikimedia Commons                                    | Smíšený lesní porost, lokalita bramboříku evropského. PP se územně částečně překrývá s EVL Údolí Svitavy. | 49°16′22″ s. š., 16°39′43″ v. d. |
| 1876 | Míchovec                                                                            | PP   | Míchovec                   | 20,45        | Kategorie „Míchovec“ na Wikimedia Commons                                   | Pralesový porost bukových javořin s masovým výskytem měsíčnice vytrvalé, významné skalní hradby. | 49°26′38″ s. š., 16°23′35″ v. d. |
| 72   | Punkevní jeskyně                                                                    | CHKO | Moravský kras              | 9 682        | Kategorie „Moravian Karst“ na Wikimedia Commons                             | Největší a nejlépe vyvinutá krasová oblast s nejširším spektrem krasových jevů v České republice. CHKO se územně částečně překrývá s EVL Moravský kras. | 49°16′41″ s. š., 16°44′3″ v. d.  |
| 5812 | PP Na Kutinách. Lávka v horní části rokle převádí pěšinu na druhou stranu k silnici | PP   | Na kutinách                | 1,31         | Kategorie „Na kutinách“ na Wikimedia Commons                                | Fragment bohatě strukturovaného lesního porostu s přírodě blízkou druhovou skladbou, vitální populací jedle bělokoré a přítomností většího množství odumřelé dřevní hmoty, který se dochoval v hlubokém žlebu pod obcí Lubné. | 49°21′31″ s. š., 16°17′6″ v. d.  |
| 693  | PP Na lesní horce                                                                   | PP   | Na lesní horce             | 1,76         | Kategorie „Na lesní horce“ na Wikimedia Commons                             | Teplomilné trávníky s populací koniklece velkokvětého a dalšími chráněnými a vzácnými druhy rostlin a živočichů. PP je územně totožná s EVL Na lesní horce. | 49°18′10″ s. š., 16°28′36″ v. d. |
| 6151 | doubrava uprostřed chráněného území                                                 | PP   | Na Líchách                 | 2,25         | Kategorie „Na Líchách“ na Wikimedia Commons                                 | Fragment teplomilné doubravy. PP se územně částečně překrývá s EVL Sivický les. | 49°13′15″ s. š., 16°45′46″ v. d. |
| 1864 | Nad horou (2013)                                                                    | PR   | Nad horou                  | 40,98        | Kategorie „Nad horou“ na Wikimedia Commons                                  | Skalnaté svahy s drobnými suťovisky porostlé habřinami a smíšenými porosty. | 49°27′28″ s. š., 16°20′47″ v. d. |
| 890  | Přírodní rezervace Nad řekami                                                       | PP   | Nad řekami                 | 12,89        | Kategorie „Nad řekami“ na Wikimedia Commons                                 | Hadcové skály s typickými společenstvy. PP se územně částečně překrývá s EVL Údolí Jihlavy. | 49°5′36″ s. š., 16°17′33″ v. d.  |
| 885  |                                                                                     | PP   | Návrší                     | 0,84         | Kategorie „Návrší (natural monument)“ na Wikimedia Commons                  | Přirozená teplomilná společenstva. PP se územně částečně překrývá s EVL Šlapanické slepence. | 49°10′41″ s. š., 16°43′34″ v. d. |
| 2026 | Nosislavská zátočina                                                                | PP   | Nosislavská zátočina       | 4,40         | Kategorie „Nosislavská zátočina“ na Wikimedia Commons                       | Břehová společenstva s významným výskytištěm živočišných populací. | 49°1′4″ s. š., 16°38′40″ v. d.   |
| 889  | Nové hory                                                                           | PP   | Nové hory                  | 3,14         | Kategorie „Nové hory“ na Wikimedia Commons                                  | Svahy se stepní květenou. PP se územně částečně překrývá s EVL Nové hory. | 49°3′6″ s. š., 16°38′9″ v. d.    |
| 697  |                                                                                     | PP   | Obůrky-Třeštěnec           | 2,63         | Kategorie „Obůrky-Třeštěnec“ na Wikimedia Commons                           | Bohaté naleziště vstavačovitých. | 49°18′35″ s. š., 16°30′11″ v. d. |
| 1878 | Padělky                                                                             | PP   | Padělky                    | 1,34         | Kategorie „Padělky“ na Wikimedia Commons                                    | Azonální výskyt xerotermních a kalcifitních druhů (např. střevičník pantoflíček, okrotice mečolistá). | 49°26′29″ s. š., 16°25′57″ v. d. |
| 892  | Patočkova hora                                                                      | PP   | Patočkova hora             | 1,52         | Kategorie „Patočkova hora“ na Wikimedia Commons                             | Zbytek stepní vegetace, hlavně koniklece velkokvětého. | 49°8′48″ s. š., 16°23′31″ v. d.  |
| 303  | PP Pekárka                                                                          | PP   | Pekárka                    | 12,05        | Kategorie „Pekárka“ na Wikimedia Commons                                    | Skalnatá stráňka s teplomilnou květenou. PP je územně téměř totožná s EVL Pekárka. | 49°5′21″ s. š., 16°20′34″ v. d.  |
| 1462 | PP Pilský rybníček                                                                  | PP   | Pilský rybníček            | 0,29         | Kategorie „Pilský rybníček“ na Wikimedia Commons                            | Zazemňující se vodní nádrž – refugium obojživelníků. | 49°26′0″ s. š., 16°25′35″ v. d.  |
| 1439 | Pohled na lokalitu od jihovýchodu                                                   | PP   | Písky                      | 2,24         | Kategorie „Písky (natural monument)“ na Wikimedia Commons                   | Opuštěné výsypky a odvaly, lokalita psamofytní flóry a fauny. | 49°5′48″ s. š., 16°43′26″ v. d.  |
| 1451 | Popis obrazku                                                                       | PR   | Plačkův les a říčka Šatava | 116,01       | Kategorie „Plačkův les a říčka Šatava“ na Wikimedia Commons                 | Zaplavovaný zbytek lužního lesa s bohatou avifaunou. PR se územně částečně překrývá s EVL Vranovický a Plačkův les. | 48°56′36″ s. š., 16°35′39″ v. d. |
| 1447 | Pláně                                                                               | PP   | Pláně                      | 11,11        | Kategorie „Pláně (natural monument)“ na Wikimedia Commons                   | Příkrý skalnatý svah s řídkým smíšeným porostem a bohatou květenou. | 49°20′58″ s. š., 16°18′8″ v. d.  |
| 1469 | Pod Sýkořskou myslivnou                                                             | PR   | Pod Sýkořskou myslivnou    | 26,59        | Kategorie „Pod Sýkořskou myslivnou“ na Wikimedia Commons                    | Zbytek přirozených dubových bučin s javorem a bohatým podrostem. | 49°26′27″ s. š., 16°23′48″ v. d. |
| 5708 | Přísnotický les                                                                     | PP   | Přísnotický les            | 10,76        | Kategorie „Přísnotický les“ na Wikimedia Commons                            | Čolek velký a jeho biotop, který představují jednak revitalizované tůně a doprovodné mokřady, jednak přilehlý segment lužního lesa. PP je územně totožná s EVL Přísnotický les. | 49°0′33″ s. š., 16°37′24″ v. d.  |
| 5825 | Pohled na lokalitu                                                                  | PP   | Pustý mlýn                 | 34,92        | Kategorie „Pustý mlýn (nature monument)“ na Wikimedia Commons               | Pestrá škála přírodních stanovišť s výskytem vzácných druhů rostlin a živočichů s důrazem na evropsky významný druh – přástevníka kostivalového. Jedná se zejména o hercynské dubohabřiny, suťové lesy, acidofilní teplomilné doubravy s kručinkou chlupatou, štěrbinová vegetace silikátových skal a drolin, skalní vegetace s kostřavou sivou, subpanonské stepní trávníky, úzkolisté stepní trávníky a suchá vřesoviště nížin a pahorkatin. PP se územně částečně překrývá s EVL Údolí Jihlavy. | 49°5′56″ s. š., 16°15′40″ v. d.  |
| 5777 | Výchozy serpentinitu                                                                | PP   | Rojetínský hadec           | 2,23         | Kategorie „Rojetínský hadec“ na Wikimedia Commons                           | Sleziník nepravý a jeho biotop, reprezentovaný výchozy hadcových skalek s vegetací silikátových skal a drolin. PP je územně totožná s EVL Rojetínský hadec. | 49°22′1″ s. š., 16°15′57″ v. d.  |
| 205  | Rybičková skála u Neslovic                                                          | PP   | Rybičková skála            | 0,05         | Kategorie „Rybičková skála (natural monument)“ na Wikimedia Commons         | Významná paleontologická lokalita s nálezy svrchnopaleozoických (permských) zkamenělin, především ryb. | 49°8′31″ s. š., 16°22′27″ v. d.  |
| 897  |                                                                                     | PP   | Santon                     | 6,59         | Kategorie „Santon (natural monument)“ na Wikimedia Commons                  | Lokalita suchomilné květeny. | 49°11′19″ s. š., 16°45′45″ v. d. |
| 1015 |                                                                                     | PR   | Slunná                     | 15,67        | Kategorie „Slunná (nature reserve)“ na Wikimedia Commons                    | Smíšený lesní porost pralesovitého charakteru. | 49°17′52″ s. š., 16°23′19″ v. d. |
| 403  |                                                                                     | PR   | Sokolí skála               | 128,38       | Kategorie „Sokolí skála“ na Wikimedia Commons                               | Příkré rulové skály se smíšeným lesem, kdysi hnízdiště sokola. PR se územně částečně překrývá s EVL Sokolí skála. | 49°25′5″ s. š., 16°21′53″ v. d.  |
| 894  | Střelická bažinka v roce 2012                                                       | PP   | Střelická bažinka          | 2,90         | Kategorie „Střelická bažinka“ na Wikimedia Commons                          | Slatinná louka s typickými společenstvy. PP se územně částečně překrývá s EVL Střelická bažinka. | 49°8′49″ s. š., 16°28′ v. d.     |
| 895  | Střelický les (2013)                                                                | PP   | Střelický les              | 14,56        | Kategorie „Střelický les“ na Wikimedia Commons                              | Teplomilný háj s bohatým výskytem třemdavy bílé. | 49°8′11″ s. š., 16°30′40″ v. d.  |
| 1879 | PP Svídovec                                                                         | PP   | Svídovec                   | 26,77        | Kategorie „Svídovec“ na Wikimedia Commons                                   | Významná lokalita kalcifilních druhů. | 49°22′54″ s. š., 16°28′5″ v. d.  |
| 1468 | Sýkoř                                                                               | PP   | Sýkoř                      | 104,60       | Kategorie „Sýkoř“ na Wikimedia Commons                                      | Rozlehlý komplex typických bučin a bučin s klenem. | 49°26′47″ s. š., 16°24′32″ v. d. |
| 1470 | Synalovské kopaniny                                                                 | PP   | Synalovské kopaniny        | 7,06         | Kategorie „Synalovské kopaniny“ na Wikimedia Commons                        | Typické „kamenice“ – pastvinná lada. | 49°26′11″ s. š., 16°24′44″ v. d. |
| 1440 |                                                                                     | PP   | Šiberná                    | 16,45        | Kategorie „Šiberná“ na Wikimedia Commons                                    | Lesní komplex bukové doubravy s bohatým podrostem. | 49°17′18″ s. š., 16°33′20″ v. d. |
| 437  | Špice                                                                               | PP   | Špice                      | 1,09         | Kategorie „Špice (přírodní památka)“ na Wikimedia Commons                   | Lokalita stepní květeny, hlavně katránu tatarského. PP se územně částečně překrývá s EVL Špice. | 49°6′47″ s. š., 16°46′13″ v. d.  |
| 1917 | Horní šumický rybník                                                                | PR   | Šumický rybník             | 24,20        | Kategorie „šumický rybník“ na Wikimedia Commons                             | Rybník s vlhkými loukami, významné refugium živočichů. PR se územně částečně překrývá s EVL Šumické rybníky. | 48°58′57″ s. š., 16°27′40″ v. d. |
| 5725 | PP Trenckova rokle                                                                  | PP   | Trenckova rokle            | 19,01        | Kategorie „Trenckova rokle“ na Wikimedia Commons                            | Geomorfologický útvar a významný krajinný fenomén s výjimečným ekotopem, mechorost šikoušek zelený a jeho biotop. PP je územně totožná s EVL Trenckova rokle. | 49°24′30″ s. š., 16°15′59″ v. d. |
| 1918 | PP Troskotovický dolní rybník                                                       | PP   | Troskotovický dolní rybník | 24,77        | Kategorie „Troskotovický dolní rybník“ na Wikimedia Commons                 | Rybník s rákosinami a břehovými porosty, bohatá ornitologická lokalita. | 48°55′19″ s. š., 16°28′3″ v. d.  |
| 584  | okraj chráněného území                                                              | PR   | U Brněnky                  | 15,00        | Kategorie „U Brněnky“ na Wikimedia Commons                                  | Dubohabrový les s babykou, břekem a lípou. | 49°13′56″ s. š., 16°41′58″ v. d. |
| 1441 | U Staré Vápenice                                                                    | PP   | U Staré Vápenice           | 7,80         | Kategorie „U Staré Vápenice“ na Wikimedia Commons                           | Geomorfologicky cenné území s původními geobiocenózami lesních porostů. | 49°13′37″ s. š., 16°43′2″ v. d.  |
| 647  | Křtinské údolí u Výpustku                                                           | PR   | U Výpustku                 | 63,34        | Kategorie „U Výpustku“ na Wikimedia Commons                                 | Přirozené listnaté porosty se vzácnou květenou. | 49°17′28″ s. š., 16°43′14″ v. d. |
| 1941 | PP Údolí Chlébského potoka                                                          | PP   | Údolí Chlébského potoka    | 12,92        | Kategorie „Údolí Chlébského potoka (Blansko District)“ na Wikimedia Commons | Zachování ojedinělého biotopu zvláště chráněných druhů rostlin. PP se územně částečně překrývá s EVL Údolí Chlébského potoka. | 49°28′35″ s. š., 16°23′14″ v. d. |
| 624  | Údolí Oslavy                                                                        | PR   | Údolí Oslavy a Chvojnice   | 2 163        | Kategorie „Údolí Oslavy a Chvojnice“ na Wikimedia Commons                   | Kaňonovitá údolí dvou toků se skalnatými svahy a teplomilnými porosty. PR se územně částečně překrývá s EVL Údolí Oslavy a Chvojnice. | 49°8′12″ s. š., 16°14′ v. d.     |
| 1442 | Údolí Říčky                                                                         | PR   | Údolí Říčky                | 141,65       | Kategorie „Údolí Říčky“ na Wikimedia Commons                                | Přirozená lesní a lesostepní společenstva, geomorfologicky cenné krasové území v devonských vápencích s jeskynními systémy. | 49°14′37″ s. š., 16°44′36″ v. d. |
| 896  | PP V olších                                                                         | PP   | V olších                   | 4,85         | Kategorie „V olších (natural monument)“ na Wikimedia Commons                | Zachování unikátního společenstva pahorkatinného lužního lesa (tzv. měkkého luhu). | 49°3′6″ s. š., 16°27′35″ v. d.   |
| 492  |                                                                                     | PP   | Velatická slepencová stráň | 1,72         | Kategorie „Velatická slepencová stráň“ na Wikimedia Commons                 | Zbytek stepní květeny. | 49°11′33″ s. š., 16°45′21″ v. d. |
| 2134 |                                                                                     | PR   | Velká skála                | 57,42        | Kategorie „Velká skála (Střední Pojihlaví)“ na Wikimedia Commons            | Zachování a ochrana reliktních borů, teplomilných doubrav a doprovodných xerotermních společenstev. PR se územně částečně překrývá s EVL Údolí Jihlavy. | 49°5′51″ s. š., 16°16′52″ v. d.  |
| 495  | Panoramatický pohled na památku                                                     | PP   | Velké Družďavy             | 1,38         | Kategorie „Velké Družďavy“ na Wikimedia Commons                             | Bohatá lokalita čilimníku bílého. | 49°6′47″ s. š., 16°39′15″ v. d.  |
| 886  |                                                                                     | PP   | Velký hájek                | 2,56         | Kategorie „Velký hájek“ na Wikimedia Commons                                | Remízek s teplomilnou květenou. PP se územně částečně překrývá s EVL Šlapanické slepence. | 49°10′36″ s. š., 16°43′24″ v. d. |
| 2247 | Velký Hornek                                                                        | PR   | Velký Hornek               | 27,86        | Kategorie „Velký Hornek“ na Wikimedia Commons                               | Ochrana stepních a lesostepních lokalit a fragmentů šípákových doubrav. | 49°13′47″ s. š., 16°42′58″ v. d. |
| 1466 |                                                                                     | PP   | Veselská lada              | 0,96         | Kategorie „Veselská lada“ na Wikimedia Commons                              | Pastvinná lada s bohatou květenou, hlavně vzácnou vratičkou měsíční. | 49°24′10″ s. š., 16°22′53″ v. d. |
| 1467 |                                                                                     | PP   | Veselský chlum             | 12,43        | Kategorie „Veselský chlum“ na Wikimedia Commons                             | Krajinářsky působivé území pastvin, sadů a rozptýlené zeleně. PP se územně částečně překrývá s EVL Sokolí skála. | 49°24′26″ s. š., 16°24′7″ v. d.  |
| 1672 | Nádrž při západu slunce                                                             | PR   | Věstonická nádrž           | 1 020        | Kategorie „Věstonice Reservoir“ na Wikimedia Commons                        | Umělá přehradní nádrž se soustavami ostrůvků, bohaté hnízdiště a shromaždiště vodních ptáků. PR se územně částečně překrývá s EVL Střední nádrž vodního díla Nové Mlýny. | 48°53′53″ s. š., 16°36′52″ v. d. |
| 694  | kosatce nízké na lokalitě                                                           | PP   | Vinohrady                  | 0,74         | Kategorie „Vinohrady (natural monument)“ na Wikimedia Commons               | Bohatá lokalita kosatce nízkého. | 49°11′32″ s. š., 16°44′51″ v. d. |
| 594  | Resselova hájenka v rezervaci                                                       | PR   | Zadní Hády                 | 47,83        | Kategorie „Zadní Hády“ na Wikimedia Commons                                 | Vápencové území se zbytky skalních stepí a smíšených porostů. | 49°14′32″ s. š., 16°42′12″ v. d. |
| 1924 |                                                                                     | PP   | Zámecký les v Lomnici      | 5,51         | Kategorie „Zámecký les v Lomnici“ na Wikimedia Commons                      | Listnatý porost, významné ptačí hnízdiště. | 49°24′15″ s. š., 16°25′7″ v. d.  |
| 887  |                                                                                     | PP   | Zhořská mokřina            | 1,12         | Kategorie „Zhořská mokřina“ na Wikimedia Commons                            | Bohatá lokalita prstnatce májového. | 49°15′16″ s. š., 16°17′23″ v. d. |
| 883  | Zlobice v roce 2012                                                                 | PP   | Zlobice                    | 50,80        | Kategorie „Zlobice (přírodní památka)“ na Wikimedia Commons                 | Lokalita lýkovce vonného. PP je územně téměř totožná s EVL Zlobice. | 49°19′7″ s. š., 16°30′32″ v. d.  |
| 5743 | Žebětín                                                                             | PP   | Žebětín                    | 1,50         | Kategorie „Žebětín (natural monument)“ na Wikimedia Commons                 | Teplomilná stepní a lesostepní společenstva s dominantním porostem úzkolistých suchých trávníků. PP je územně totožná s EVL Žebětín. | 49°4′57″ s. š., 16°26′37″ v. d.  |

## Přírodní parky
| Obrázek                                | Název               | Rozloha (ha) | Galerie Commons                                                  | Popis území | Souřadnice                       |
| -------------------------------------- | ------------------- | ------------ | ---------------------------------------------------------------- | --- | -------------------------------- |
| Baba                                   | Baba                | 889          | Kategorie „Přírodní park Baba“ na Wikimedia Commons              | Rozsáhlá zalesněná vyvýšenina s mnoha loukami. Celý komplex se nachází především na území Řečkovic, Bystrce, Komína, Medlánek a obce Česká. Nejvyšší bod – Sychrov – dosahuje nadmořské výšky 463 metrů.                                            | 49°15′44″ s. š., 16°32′40″ v. d. |
| Bobrava u Střelické bažinky            | Bobrava             | 3 090        | Kategorie „Nature park Bobrava“ na Wikimedia Commons             | | 49°8′41″ s. š., 16°26′0″ v. d.   |
| PřP Lysicko                            | Lysicko             | 4 009        | Kategorie „Nature park Lysicko“ na Wikimedia Commons             | | 49°26′33″ s. š., 16°29′59″ v. d. |
| Meandr řeky Jihlavy u Medlova          | Niva Jihlavy        | 1 143        | Kategorie „Nature park Niva Jihlavy“ na Wikimedia Commons        | Údolní niva větší nížinné přirozeně meandrující řeky Jihlavy s fragmenty lužního lesa, rozsáhlými břehovými porosty a starými rameny. | 49°1′49″ s. š., 16°30′54″ v. d.  |
| Hávnatka obetkaná v PřP Oslava         | Oslava              | 2 191        | Kategorie „Nature park Oslava“ na Wikimedia Commons              | | 49°8′6″ s. š., 16°16′13″ v. d.   |
|                                        | Podkomorské lesy    | 3 333        | Kategorie „Podkomorské lesy“ na Wikimedia Commons                | Převážnou část území parku tvoří listnaté dubohabrové lesy. Park je prameništěm mnoha potoků a potůčků v povodí Svratky. | 49°14′1″ s. š., 16°27′55″ v. d.  |
| Rybník pod Hádkem                      | Říčky               | 3 005        | Kategorie „Přírodní park Říčky“ na Wikimedia Commons             | Zřízen v roce 1984 jako klidová oblast a v roce 1992 jako přírodní park. Vyskytuje se zde množství chráněných rostlin a živočichů. Nadmořská výška parku se pohybuje od 370 m n. m. podél toku Říčky po více než 500 m n. m. v nejvyšších partiích. | 49°14′43″ s. š., 16°44′58″ v. d. |
|                                        | Střední Pojihlaví   | 2 485        | Kategorie „Střední Pojihlaví“ na Wikimedia Commons               | Hluboké údolí Jihlavy vytváří jedinečné přírodní prostředí, které vytváří životní prostor vzácným druhům rostlin a živočichů. | 49°5′36″ s. š., 16°15′24″ v. d.  |
|                                        | Svratecká hornatina | 37 089       | Kategorie „Svratecká hornatina“ na Wikimedia Commons             | | 49°29′52″ s. š., 16°20′55″ v. d. |
| Malý vodopád na území přírodního parku | Údolí Bílého potoka | 4 046        | Kategorie „Nature park Údolí Bílého potoka“ na Wikimedia Commons | | 49°16′16″ s. š., 16°21′2″ v. d.  |
|                                        | Výhon               | 1 766        | Kategorie „Nature park Výhon“ na Wikimedia Commons               | Výhon (355 m n. m.) je nápadnou geomorfologickou dominantou při okraji nivy řeky Svratky jižně od Brna vystupující nad hladinu řeky o více než 170 metrů a tím je také nejvyšším vrchem Dyjsko-svrateckého úvalu.                                   | 49°1′57″ s. š., 16°39′19″ v. d.  |

## Území Natura 2000
| Kód  | Obrázek                             | Typ | Název                                 | Rozloha (ha) | Galerie Commons                                               | Popis území | Souřadnice                       |
| ---- | ----------------------------------- | --- | ------------------------------------- | ------------ | ------------------------------------------------------------- | --- | -------------------------------- |
| 3389 | PP a EVL Bezourek                   | EVL | Bezourek                              | 2,09         | Kategorie „Bezourek“ na Wikimedia Commons                     | Poslední zachovalé zbytky kvalitních subpanonských stepních trávníků s řadou zvláště chráněných a vzácných druhů rostlin a živočichů. EVL je územně totožná s PP Bezourek. | 49°5′30″ s. š., 16°33′ v. d.     |
| 3038 | Biskoupský kopec                    | EVL | Biskoupský kopec                      | 8,31         | Kategorie „Biskoupský kopec“ na Wikimedia Commons             | Lokalita koniklece velkokvětého. EVL je územně totožná s PP Biskoupský kopec. | 49°6′26″ s. š., 16°15′27″ v. d.  |
| 3094 | Bobrůvka                            | EVL | Bobrůvka                              | 17,50        |                                                               | Vodní tok s vegetací svazů Ranunculion fluitantis a Callitricho-Batrachion, lokalita vranky obecné. | 49°23′33″ s. š., 16°16′41″ v. d. |
| 3054 | PP Červené stráně                   | EVL | Červené stráně                        | 4,72         | Kategorie „Červené stráně“ na Wikimedia Commons               | Populace kriticky ohroženého hvozdíku moravského a biotop této vzácné rostliny, reprezentovaný vegetací silikátových skal a drolin svazu Asplenion septentrionalis. EVL je územně totožná s PP Červené stráně. | 49°4′30″ s. š., 16°25′3″ v. d.   |
| 6062 | Dobrá studně                        | EVL | Dobrá studně                          | 9,90         | Kategorie „Dobrá studně“ na Wikimedia Commons                 | Bohatá lokalita vemeníku dvoulistého. EVL je územně téměř totožná s PP Dobrá studně. | 49°26′2″ s. š., 16°23′44″ v. d.  |
| 3058 |                                     | EVL | Doubravník – kostel                   | 0,12         |                                                               | Lokalita netopýra velkého. | 49°25′32″ s. š., 16°21′6″ v. d.  |
| 5568 | Jižní svahy Hádů                    | EVL | Jižní svahy Hádů                      | 29,89        |                                                               | Polopřirozené suché trávníky a facie křovin na vápnitých podložích (Festuco-Brometalia), subpanonské stepní trávníky. Lokalita koniklece velkokvětého. EVL se územně částečně překrývá s PP Kavky a PP Velká Klajdovka. | 49°13′8″ s. š., 16°40′17″ v. d.  |
| 3082 | Knížecí les                         | EVL | Knížecí les                           | 11,38        | Kategorie „Knížecí les“ na Wikimedia Commons                  | Kuňka ohnivá a její biotop, který představují jednak uměle vytvořené tůně a doprovodné mokřady, jednak přilehlý segment lužního lesa. EVL je územně totožná s PP Knížecí les. | 48°59′59″ s. š., 16°38′19″ v. d. |
| 3084 | Krumlovsko-rokytenské slepence      | EVL | Krumlovsko-rokytenské slepence        | 96,14        |                                                               | Kontinentální opadavé křoviny, vápnité nebo bazické skalní trávníky (Alysso-Sedion albi), panonské skalní trávníky (Stipo-Festucetalia pallentis), subpanonské stepní trávníky, chasmofytická vegetace silikátových skalnatých svahů. Lokalita hvozdíku moravského, koniklece velkokvětého a tesaříka obrovského. EVL se územně částečně překrývá s NPR Krumlovsko-rokytenské slepence a PP Budkovické slepence. | 49°3′45″ s. š., 16°19′56″ v. d.  |
| 3085 |                                     | EVL | Krumlovský les                        | 1 946        |                                                               | Bezkolencové louky na vápnitých, rašelinných nebo hlinito-jílovitých půdách (Molinion caeruleae), dubohabřiny asociace Galio-Carpinetum, panonské dubohabřiny, eurosibiřské stepní doubravy. Lokalita čolka velkého a netopýra černého. | 49°2′48″ s. š., 16°22′24″ v. d.  |
| 3089 | Vrchol Květnice                     | EVL | Květnice                              | 127,51       | Kategorie „Květnice (Boskovická brázda)“ na Wikimedia Commons | Vápencový vrch s jeskyněmi, lesostepní a stepní společenstva. EVL je územně téměř totožná s PP Květnice. | 49°21′31″ s. š., 16°24′45″ v. d. |
| 3098 | Malhostovická pecka                 | EVL | Malhostovické kopečky                 | 2,63         | Kategorie „Malhostovické kopečky“ na Wikimedia Commons        | Trávníky a křoviny na vápnitých podložích s bohatým výskytem vzácnějších druhů rostlin a živočichů, zejména koniklece velkokvětého. EVL je územně totožná s PP Malhostovické kopečky. | 49°19′33″ s. š., 16°29′42″ v. d. |
| 6070 | Meandry Jihlavy                     | EVL | Meandry Jihlavy                       | 76,86        |                                                               | Lokalita hrouzka běloploutvého. | 49°1′54″ s. š., 16°30′54″ v. d.  |
| 3399 |                                     | EVL | Modřické rameno                       | 6,35         |                                                               | Vodní tok s vegetací svazů Ranunculion fluitantis a Callitricho-Batrachion. | 49°7′52″ s. š., 16°37′3″ v. d.   |
| 3105 | Punkevní jeskyně                    | EVL | Moravský kras                         | 6 485        | Kategorie „Moravian Karst“ na Wikimedia Commons               | Největší a nejlépe vyvinutá krasová oblast s nejširším spektrem krasových jevů v České republice. EVL se územně částečně překrývá s CHKO Moravský kras a větším počtem maloplošných zvláště chráněných území. | 49°16′41″ s. š., 16°44′3″ v. d.  |
| 3108 | Mušovský luh                        | EVL | Mušovský luh                          | 557,45       |                                                               | Lužní porost na soutoku Jihlavy a Svratky s bohatou avifaunou. EVL se územně částečně překrývá s PP Betlém a PP Dolní mušovský luh. | 48°55′5″ s. š., 16°34′39″ v. d.  |
| 3111 | PP Na lesní horce                   | EVL | Na lesní horce                        | 1,76         | Kategorie „Na lesní horce“ na Wikimedia Commons               | Teplomilné trávníky s populací koniklece velkokvětého a dalšími chráněnými a vzácnými druhy rostlin a živočichů. EVL je územně totožná s PP Na lesní horce. | 49°18′10″ s. š., 16°28′36″ v. d. |
| 3400 | Nové hory                           | EVL | Nové hory                             | 11,59        | Kategorie „Nové hory“ na Wikimedia Commons                    | Svahy se stepní květenou. EVL se územně částečně překrývá s PP Nové hory. | 49°3′6″ s. š., 16°38′9″ v. d.    |
| 3124 | PP Pekárka                          | EVL | Pekárka                               | 12,05        | Kategorie „Pekárka“ na Wikimedia Commons                      | Skalnatá stráňka s teplomilnou květenou. EVL je územně téměř totožná s PP Pekárka. | 49°5′21″ s. š., 16°20′34″ v. d.  |
| 3133 |                                     | EVL | Prudká                                | 0,14         |                                                               | Lokalita netopýra brvitého a vrápence malého. | 49°24′53″ s. š., 16°22′11″ v. d. |
| 3135 | Přísnotický les                     | EVL | Přísnotický les                       | 10,76        | Kategorie „Přísnotický les“ na Wikimedia Commons              | Čolek velký a jeho biotop, který představují jednak revitalizované tůně a doprovodné mokřady, jednak přilehlý segment lužního lesa. EVL je územně totožná s PP Přísnotický les. | 49°0′33″ s. š., 16°37′24″ v. d.  |
| 3138 | Výchozy serpentinitu                | EVL | Rojetínský hadec                      | 2,23         | Kategorie „Rojetínský hadec“ na Wikimedia Commons             | Sleziník nepravý a jeho biotop, reprezentovaný výchozy hadcových skalek s vegetací silikátových skal a drolin. EVL je územně totožná s PP Rojetínský hadec. | 49°22′1″ s. š., 16°15′57″ v. d.  |
| 3139 |                                     | EVL | Rosice – zámek                        | 0,23         |                                                               | Lokalita netopýra velkého. | 49°10′57″ s. š., 16°23′10″ v. d. |
| 6072 |                                     | EVL | Rozsypaná                             | 11,96        |                                                               | Středoevropské silikátové sutě, lesy svazu Tilio-Acerion na svazích, sutích a v roklích. | 49°15′45″ s. š., 16°24′2″ v. d.  |
| 3140 |                                     | EVL | Rumunská bažantnice                   | 90,36        |                                                               | Vnitrozemské slané louky, smíšené lužní lesy s dubem letním, jilmem vazem, jilmem habrolistým, jasanem ztepilým nebo jasanem úzkolistým podél řek (Ulmenion minoris). | 49°2′7″ s. š., 16°41′29″ v. d.   |
| 3142 | Řeka Rokytná                        | EVL | Řeka Rokytná                          | 123,68       |                                                               | Lokalita hrouzka běloploutvého a velevruba tupého. EVL se územně částečně překrývá s NPR Krumlovsko-rokytenské slepence a PR Výrova skála. | 49°1′25″ s. š., 16°15′33″ v. d.  |
| 3143 | doubrava uprostřed chráněného území | EVL | Sivický les                           | 236,53       |                                                               | Dubohabřiny asociace Galio-Carpinetum, eurosibiřské stepní doubravy. EVL se územně částečně překrývá s PP Na Líchách. | 49°13′2″ s. š., 16°45′43″ v. d.  |
| 5572 |                                     | EVL | Sokolí skála                          | 305,10       |                                                               | Vodní toky s vegetací svazů Ranunculion fluitantis a Callitricho-Batrachion, chasmofytická vegetace silikátových skalnatých svahů, bučiny asociace Asperulo-Fagetum, dubohabřiny asociace Galio-Carpinetum, lesy svazu Tilio-Acerion na svazích, sutích a v roklích. EVL se územně částečně překrývá s PR Sokolí skála a PP Veselský chlum. | 49°25′27″ s. š., 16°21′48″ v. d. |
| 2314 | Nádrž při západu slunce             | PO  | Střední nádrž vodního díla Nové Mlýny | 1 047        | Kategorie „Věstonice Reservoir“ na Wikimedia Commons          | Biotop husy běločelé, husy polní, husy velké, orla mořského, rybáka obecného a vodních ptáků. EVL se územně částečně překrývá s PR Věstonická nádrž. | 48°53′53″ s. š., 16°36′52″ v. d. |
| 3158 | Střelická bažinka v roce 2012       | EVL | Střelická bažinka                     | 2,93         | Kategorie „Střelická bažinka“ na Wikimedia Commons            | Slatinná louka s typickými společenstvy. EVL se územně částečně překrývá s PP Střelická bažinka. | 49°8′49″ s. š., 16°28′ v. d.     |
| 3163 | Andělka a Čertovka                  | EVL | Šlapanické slepence                   | 8,29         |                                                               | Vápnité nebo bazické skalní trávníky (Alysso-Sedion albi), subpanonské stepní trávníky. EVL se územně částečně překrývá s PP Andělka a Čertovka, PP Horka, PP Návrší a PP Velký hájek. | 49°10′36″ s. š., 16°43′24″ v. d. |
| 3164 | Špice                               | EVL | Špice                                 | 4,29         |                                                               | Lokalita stepní květeny, hlavně katránu tatarského. EVL se územně částečně překrývá s PP Špice. | 49°6′47″ s. š., 16°46′13″ v. d.  |
| 3166 | Horní šumický rybník                | EVL | Šumické rybníky                       | 49,09        |                                                               | Lokalita kuňky ohnivé. EVL se územně částečně překrývá s PR Šumické rybníky. | 48°58′45″ s. š., 16°28′32″ v. d. |
| 3170 | PP Trenckova rokle                  | EVL | Trenckova rokle                       | 19,01        | Kategorie „Trenckova rokle“ na Wikimedia Commons              | Geomorfologický útvar a významný krajinný fenomén s výjimečným ekotopem, mechorost šikoušek zelený a jeho biotop. EVL je územně totožná s PP Trenckova rokle. | 49°24′30″ s. š., 16°15′59″ v. d. |
| 3179 | Údolí Chlébského potoka             | EVL | Údolí Chlébského potoka               | 136,96       |                                                               | Extenzivní sečené louky podhůří (Arrhenatherion, Brachypodio-Centaureion nemoralis), chasmofytická vegetace silikátových skalnatých svahů, bučiny asociace Asperulo-Fagetum, lesy svazu Tilio-Acerion na svazích, sutích a v roklích. EVL se územně částečně překrývá s PP Habrová, PP Kačiny, PP Údolí Chlébského potoka, PR Hrádky a PR Údolí Chlébského potoka. | 49°28′37″ s. š., 16°23′16″ v. d. |
| 5563 | Údolí Jihlavy                       | EVL | Údolí Jihlavy                         | 861,93       |                                                               | Vodní tok s vegetací svazů Ranunculion fluitantis a Callitricho-Batrachion, panonské skalní trávníky (Stipo-Festucetalia pallentis), polopřirozené suché trávníky a facie křovin na vápnitých podložích (Festuco-Brometalia), subpanonské stepní trávníky, chasmofytická vegetace silikátových skalnatých svahů, dubohabřiny asociace Galio-Carpinetum, lesy svazu Tilio-Acerion na svazích, sutích a v roklích, eurosibiřské stepní doubravy. Lokalita přástevníka kostivalového. EVL se územně částečně překrývá s větším počtem maloplošných zvláště chráněných území.                                                  | 49°5′48″ s. š., 16°12′59″ v. d.  |
| 3025 | Údolí Oslavy                        | EVL | Údolí Oslavy a Chvojnice              | 2 339        |                                                               | Vodní tok s vegetací svazů Ranunculion fluitantis a Callitricho-Batrachion, panonské skalní trávníky (Stipo-Festucetalia pallentis), polopřirozené suché trávníky a facie křovin na vápnitých podložích (Festuco-Brometalia), chasmofytická vegetace silikátových skalnatých svahů, dubohabřiny asociace Galio-Carpinetum, lesy svazu Tilio-Acerion na svazích, sutích a v roklích, eurosibiřské stepní doubravy. Lokalita dvouhrotce zeleného, jazýčku jadranského, koniklece velkokvětého, přástevníka kostivalového a vranky obecné. EVL se územně částečně překrývá s NPR Divoká Oslava a PR Údolí Oslavy a Chvojnice. | 49°8′12″ s. š., 16°14′ v. d.     |
| 3180 | Údolí Svitavy                       | EVL | Údolí Svitavy                         | 1 205        |                                                               | Chasmofytická vegetace silikátových skalnatých svahů, bučiny asociace Asperulo-Fagetum, dubohabřiny asociace Galio-Carpinetum, lesy svazu Tilio-Acerion na svazích, sutích a v roklích. Lokalita kovaříka fialového. EVL se územně částečně překrývá s PP Kněžnice, PR Coufavá, PR Jelení skok, PR Malužín a PR U Nového hradu. | 49°18′1″ s. š., 16°38′53″ v. d.  |
| 3190 | Vranovický a Plačkův les            | EVL | Vranovický a Plačkův les              | 293,51       |                                                               | Přirozené eutrofní vodní nádrže s vegetací typu Magnopotamion nebo Hydrocharition, smíšené jasanovo-olšové lužní lesy temperátní a boreální Evropy (Alno-Padion, Alnion incanae, Salicion albae), smíšené lužní lesy s dubem letním, jilmem vazem, jilmem habrolistým, jasanem ztepilým nebo jasanem úzkolistým podél řek (Ulmenion minoris). EVL se územně částečně překrývá s PR Plačkův les a říčka Šatava. | 48°57′8″ s. š., 16°36′34″ v. d.  |
| 6042 |                                     | EVL | Výrovy skály                          | 15,45        |                                                               | Středoevropské silikátové sutě, chasmofytická vegetace silikátových skalnatých svahů. | 49°17′36″ s. š., 16°25′19″ v. d. |
| 3199 | Zlobice v roce 2012                 | EVL | Zlobice                               | 61,57        | Kategorie „Zlobice (přírodní památka)“ na Wikimedia Commons   | Lokalita lýkovce vonného. EVL je územně téměř totožná s PP Zlobice. | 49°19′7″ s. š., 16°30′32″ v. d.  |
| 3202 |                                     | EVL | Zřídla u Nesvačilky                   | 4,68         |                                                               | Vnitrozemské slané louky. | 49°4′20″ s. š., 16°45′42″ v. d.  |
| 3203 | Žebětín                             | EVL | Žebětín                               | 1,50         | Kategorie „Žebětín (natural monument)“ na Wikimedia Commons   | Teplomilná stepní a lesostepní společenstva s dominantním porostem úzkolistých suchých trávníků. EVL je územně totožná s PP Žebětín. | 49°4′57″ s. š., 16°26′37″ v. d.  |
| 3204 |                                     | EVL | Židlochovický zámecký park            | 23,10        |                                                               | Lokalita páchníka hnědého. | 49°2′ s. š., 16°36′38″ v. d.     |

## Zrušená chráněná území
| Kód  | Obrázek                        | Typ | Název                          | Rozloha (ha) | Galerie Commons                                      | Popis území | Souřadnice                       |
| ---- | ------------------------------ | --- | ------------------------------ | ------------ | ---------------------------------------------------- | --- | -------------------------------- |
| 690  | Malá Skalka                    | PP  | Drásovský kopeček              | 0,64         | Kategorie „Drásovský kopeček“ na Wikimedia Commons   | Lokalita teplomilné květeny (koniklec velkokvětý aj.). Zrušena 1. července 2015 a nahrazena PP Malhostovické kopečky. | 49°19′26″ s. š., 16°29′43″ v. d. |
| 3062 | Hadcové stráně v údolí Jihlavy | EVL | Hadcové stráně v údolí Jihlavy | 12,28        |                                                      | Nížinné až horské vodní toky s vegetací svazů Ranunculion fluitantis a Callitricho-Batrachion, panonské skalní trávníky (Stipo-Festucetalia pallentis), polopřirozené suché trávníky a facie křovin na vápnitých podložích (Festuco-Brometalia), subpanonské stepní trávníky. Zrušena 3. listopadu 2009 a nahrazena EVL Údolí Jihlavy. | 49°5′35″ s. š., 16°16′47″ v. d.  |
| 695  | Malhostovická pecka            | PP  | Malhostovická pecka            | 1,85         | Kategorie „Malhostovická pecka“ na Wikimedia Commons | Vápencové skalky s teplomilnými společenstvy. Zrušena 1. července 2015 a nahrazena PP Malhostovické kopečky. | 49°19′32″ s. š., 16°29′46″ v. d. |
| 692  | Na hájku, 2012                 | PP  | Na hájku                       | 0,23         | Kategorie „Na hájku“ na Wikimedia Commons            | Bohatá lokalita koniklece velkokvětého. Zrušena 1. prosince 2015. | 49°9′49″ s. š., 16°27′19″ v. d.  |
| 3198 | Malá Skalka                    | EVL | Zkamenělá svatba               | 0,69         | Kategorie „Drásovský kopeček“ na Wikimedia Commons   | Lokalita koniklece velkokvětého. EVL byla územně téměř totožná s PP Drásovský kopeček. Zrušena 3. listopadu 2009 a nahrazena EVL Malhostovické kopečky. | 49°19′26″ s. š., 16°29′43″ v. d. |
| 1443 | Žabárník                       | PP  | Žabárník                       | 11,68        | Kategorie „Žabárník“ na Wikimedia Commons            | Niva Dunávky s vodní nádrží, hnízdiště ptactva a refugium obojživelníků a plazů. Zrušena 1. srpna 2016. | 49°7′31″ s. š., 16°42′36″ v. d.  |